# 苗洁
苗洁（1967年6月—），女，汉族，山西太原人，中华人民共和国政治人物。现任山西艺术职业学院副院长、党委委员。第十四届全国政协委员。